# Истраживачка станица Петница
Истраживачка станица Петница је организација која се професионално бави подршком и образовањем младих који превазилазе ниво регуларних школских програма, по чему је јединствена на територији средње и југоисточне Европе. Рад у станици организован је кроз семинаре различитих програма, и у већину програма је укључена средњошколска популација ученика. Сем њих, семинарима присуствују и основци, студенти и наставници.

## Историја
Истраживачка станица Петница смештена је у селу Петница, око 7 km југоисточно од Ваљева, тј. око 90 km југозападно од Београда. На овом месту налазе се бројна културна и природна обележја, на првом месту Петничка пећина (споменик природе и археолошко неолитско налазиште). У близини Станице, неколико километара западно, налази се клисура реке Градац, један од три предела изузетних одлика на територији Србије. У непосредној близини ИС Петница налази се и Црква Успења пресвете Богородице (подигнута на остацима средњовековног манастира), Петничко језеро (вештачка акумулација), рекреативни центар.
Станица је основана 1982. године на иницијативу групе младих истраживача, наставника и студената незадовољних постојећом праксом у образовању и формирању младих научних кадрова. То је била прва независна образовна организација на просторима СФРЈ. Убрзо по оснивању, Станица је постала центар иновативног научног образовања и професионално утемељеног подстицања младих талената, позната и у земљи и у иностранству. Током две деценије постојања и рада, ИС Петница је реализовала око 2000 семинара, на којима је учествовало преко 40000 учесника.
Истраживачка станица Петница данас се простире на око 7500 квадратних метара уређеног радног и боравишног простора и сврстава се у врх светских институција за ваншколско научно образовање младих људи. Располаже учионицама и лабораторијама снабдевеним савременом техником и неопходним ресурсима за истраживања, као и богатом и модерном научном библиотеком, односно рачунарским потенцијалом и бежичним интернетом. Амбасада Сједињених Америчких Држава у Београду донирала је библиотеци Истраживачке станице стотину научних књига, које је амерички амбасадор Кајл Рандолф Скот предао на коришћење у марту 2019. године.

## Програми у ИС Петница
Тренутно постоји 19 програма у Станици:
- археологија
- астрономија
- биологија
- биомедицина (раније: хумана биохемија [тражи се извор])
- дизајн
- друштвено-хуманистичке науке
- експериментална биологија и хемија
- електроника
- физика
- географија
- геонауке
- хемија
- историја
- комбиноване науке
- лингвистика
- математика
- психологија
- рачунарство,
- техничке науке

Сем ових, постоје и програми Експлораторијум (семинар посвећен методологији научног истраживања), кампови праћења метеорских ројева, Летња научна школа (чији су полазници ученици седмог разреда основне школе), као и семинари посвећени наставницима.

### Програм археологије
Школа археологије је јединствен пример, јер је једини случај где се средњошколци упознају са археологијом. Један је од првих семинара у станици и један од разлога за отварање станице на њеној локацији (због археолошког локалитета Насеље испред Мале пећине). Рад се заснива на теоретском упознавању са основним карактеристикама археолошких периода и културних група, правилно коришћење стручне литературе, методолошки оквири приликом теренских и кабинетских активности, упознавање и рад са археолошком документацијом, аналитичка обрада покретног археолошког материјала, упознавање и рад са одређеним хемијским, биолошким и физичким анализама, експериментална археологија, као и модели писања научних радова и презентације истих. Станица поседује своју археолошку збирку и лабораторију за аналитичку археологију. Тренутни руководилац програма је Владимир Пецикоза.

### Програм геологије
Програм геологије се од других семинара разликује по томе што организује семинаре из ненаставних области. Наиме, геологија се, као предмет, не слуша у средњим школама (сем специјализованим школама), па се у предавањима креће од најосновнијих ствари. Неке од тема које се обрађују на семинарима за млађе полазнике су: минерали, стене, геолошка историја, немирна Земља (сеизмологија), вулканизам, подземне воде, тектоника плоча, фосили, и многе друге. На семинарима за старије полазнике обрађују се методе геолошких истраживања, па су и предавања везана за ту тематику. Неке од тема предавања су: примењена геоморфологија, геолошко картирање, структурна геологија, даљинска детекција, геотехника, геофизика, и др.
Поред предавања, полазници раде вежбе у кабинету, али и на терену. За млађе полазнике организује се обилазак околине Ваљева, како би савладали петрологију и геолошко картирање, и били спремни за израду самосталних радова.

### Програм молекуларне биомедицине (раније биохемија)
Програм молекуларне биомедицине у ИСП, обухвата мултидисциплинарни приступ такозваним „животним наукама“ или life science наукама, као сто су биохемија, молекуларна биологија, физиологија, имунологија као и све друге науке које су на неки начин повезане са биохемијским функционисањем организма. Као и обично зимски семинари су пуни занимљивих предавања о ДНК, аминокиселинама и протеинима, метаболизму, ензимима и још много чему. На крају зимског семинара пише се семинарски рад чија одбрана (начин презентације, извори података, занимљивости, целокупан изглед презентације) утиче на селекцију кандидата. Након зимског семинара врши се селекција и преостали ученици бивају позвани на пролећни семинар где се обрађују методе научног рада. Између осталог уче се технике у имунологији, хроматографије, електрофорезе, ензимски есеји, микробиологија итд. Све ово има за циљ да се млађи полазници упознају са техникама рада, које ће искористити у својим самосталним научним радовима на летњем семинару. Летњи семинар је најдужи и служи за самосталну израду научних радова. Јесењи семинари трају око 3-4 дана и служе за финализацију летњих радова, односно писање извештаја. Такође често се на овом семинару обрађује и нека занимљива тема из области биохемије, нпр. форензика, неуробиологија, генетика итд. Најбољи радови одлазе на конференцију, где се презентују пред комисијом, у виду постера или усмене презентације.

### Програм друштвене историје
У сарадњи са Удружењем за друштвену историју, 2000. године у оквиру станице је покренут Семинар друштвене историје (СДИ). Као и остали семинари у Станици, СДИ је намењен додатном, ваншколском научном образовању ученика, студената и наставника. Семинар у току године организује редовне програме за нове и старе полазнике.
Руководилац СДИ је Александар Рафаиловић, апсолвент историје на Филозофском факултету.
Председник Програмске комисије СДИ је мр Горан Милорадовић из Института за савремену историју, Београд.
У оквиру семинара, објављени су следећи зборници полазничких радова:
1. Мали човек и велика историја: истраживања друштвене историје, Петничке свеске 52, Истраживачка станица Петница, Ваљево 2002.
2. Усмена прошлост, Петничке свеске 55, Истраживачка станица Петница, Ваљево 2004.

## Награде и одликовања
Указом Председника Републике Србије о одликовањима поводом Дана државности Републике Србије од 2012. године, Истраживачка станица Петница је одликована Сретењским орденом другог степена, за заслуге у развоју подмлатка и унапређење образовања. Према образложењу Председника: ИС Петница се бави развојем науке, научне писмености, образовања и културе.

## Контроверзе

### Сексуално злостављање ученица
Пет жена је у 1590. бр. недељника време, изашлог 24. јуна 2021, поделило искуство сексуалног насиља које су претрпеле у ИС „Петница“ кажу да су биле у контакту са још жртава и дај их је најмање 20. Сва искуства су се десила између 2003. и 2014. неке су пријавиле случај одмах, а неке тек пар година касније. Све саговорнице су навеле починиоца као Бранислава Савића. Управа „Петнице“ је признала да је за проблем знала још 2014. али није ништа предузела до 2017. када је раскинут радни однос са осумљиченим, али га је Петница наставила да га ангжује све до 2019. Највеће постигнуће које ученик може да постигне је да им рад буде објављен у „Петничким свескама“. Ко то успе може да буде сигуран да ће га позвати и идуће године. Средњошколци су под великим притиском, јер непозивање у Петницу доживљавају као лични неуспех. Он је користи његову позицију и ученицама говорио да им рад неће бити објављен ако не ураде оно што он хоће оно чега ученице нису биле свесне је да је његово било само да лекторише рад, форматира формуле, среди графиконе. У једном случају је од жртве, која је тада имала 16 година, тражио да скине брусхалтер, а када је то одбила кренуо је да је брутално вређа и онда јој тражио да пере чаше са водом (без детерџента) док је фотографише затим јој је тражио да пије из прљаве чаше. У лето 2014. једна полазница семинара биологије одлази код наводног злостављача и он је тера да пије алкохол, прети јој да скине брусхалтер, покушава насилно да јој смакне бретелу мајице. Постоје фотографије на којима ова девојка склупчана плаче на столици, наводи лист Време.
30. јуна директор ИС „Петница“ Никола Божић поднео је оставку. Taња Аднађевић је рекла да је Управни одбор преузео руковођење ИС „Петница“.
Ауторка оригиналног текста је за телевизију N1 да су јој се после текста јавиле још 6 жена и да је најранији случај из 1993.
Основно јавно тужилаштво у Ваљеву формирало предмет о могућем сексуалном злостављању у Истраживачкој станици Петница. Виша јавна тужитељка у Ваљеву Драгана Марковић рекла је да је предмет формиран 24. јуна када је недељник "Време" објавио сведочења пет анонимних особа које су навеле да су сексуално злостављане у Петници у периоду од 2003. до 2014. године.
Полиција је у Савићевом стану запленија кутију са нагативима фотографским филмовима, на којима се налазе обнажене малолетнице које су похађале семинаре у Петници.